# Friedrich Kohlrausch
Friedrich Wilhelm Georg Kohlrausch (Rinteln, 14 de outubro de 1840 — Marburg, 17 de janeiro de 1910) foi um físico alemão. Investigou as propriedades condutivas de eletrólitos. Pesquisou sobre elasticidade, termoelasticidade e condução térmica, bem como aparelhos para medição precisa de magnetismo e eletricidade.

## Biografia
Filho de Rudolf Kohlrausch, estudou física em Erlangen e Göttingen, onde doutorou-se. Após lecionar dois anos em Frankfurt, foi professor de física na Universidade de Göttingen (1866-1870). Em 1870 foi professor no Instituto Federal de Tecnologia de Zurique, e um ano depois na Universidade Técnica de Darmstadt.

## Trabalho de pesquisa
Kohlrausch foi um importante pesquisador da eletroquímica por muitos motivos. Primeiro, os experimentos dos quais ele deduziu sua lei de migração independente de íons tornaram-se canônicos e disseminados nos laboratórios de Kohlrausch em Göttingen, Zurique e Darmstadt; Svante Arrhenius, Wilhelm Ostwald e Jacobus Henricus van 't Hoff, os Ionistas originais, todos treinados com métodos e equipamentos da linhagem Kohlrauschian. Além disso, como Kohlrausch também continuou a testar e confirmar a teoria ionista após ela ter sido proposta pela primeira vez, seu trabalho vinculou a "física de medição" e sua conseqüente capacidade de produzir muitos dados empíricos aos resultados e métodos dos ionistas e seus devotos.

### Condutividade de eletrólito em solução
Em 1874, ele demonstrou que um eletrólito tem uma quantidade definida e constante de resistência elétrica. Observando a dependência da condutividade em relação à diluição, ele poderia determinar as velocidades de transferência dos íons (átomos carregados ou moléculas) em solução. Ele usou corrente alternada para evitar a deposição de produtos da eletrólise; isso permitiu-lhe obter resultados muito precisos.
De 1875 a 1879, ele examinou várias soluções de sal, ácidos e soluções de outros materiais. Seus esforços resultaram na lei da migração independente de íons, ou seja, cada tipo de íon em migração tem uma condutividade molar limitante específica, não importa qual combinação de íons esteja em solução e, portanto, que a resistência elétrica de uma solução é devida apenas à migração íons de uma determinada substância. Kohlrausch mostrou para eletrólitos fracos (incompletamente dissociados) que quanto mais diluída uma solução, maior sua condutividade molar devido ao aumento da dissociação iônica.

### Técnicas e instrumentos de medição
Durante 1895 ele sucedeu Hermann von Helmholtz como Presidente do Physikalisch-Technische Reichsanstalt (PTR - Instituto Técnico Físico Imperial), cargo que ocupou até 1905.
Aqui, como no passado, suas atividades estavam focadas na física experimental e instrumental: ele construiu instrumentos e desenvolveu novas técnicas de medição para examinar a condução eletrolítica em soluções. Ele concluiu a instalação do PTR, tarefa que ainda não havia sido concluída com a morte de seu primeiro presidente. Ele introduziu regulamentos fixos, horários de trabalho e horários de trabalho para o Instituto.
Sob a direção de Kohlrausch, o PTR criou vários padrões e padrões de calibração que também foram usados internacionalmente fora da Alemanha.
Kohlrausch pretendia criar condições ideais de trabalho nos laboratórios e protegê-los de influências externas indesejadas. Durante seis anos, por exemplo, lutou contra uma linha de bonde que deveria ser instalada perto do PTR. No entanto, antes que o bonde fizesse sua primeira jornada, o instituto conseguiu desenvolver um magnetômetro de torção astática que não era influenciado por campos eletromagnéticos perturbadores. A utilização deste instrumento e do galvanômetro de fio blindado desenvolvido por du Bois e Rubens permitiu que o trabalho elétrico e magnético de precisão continuasse a ser possível.
Ao longo dos anos, Kohlrausch adicionou experimentos que atendiam às necessidades da físico-química e da tecnologia elétrica em particular. Ele aprimorou os instrumentos de medição de precisão e desenvolveu vários métodos de medição em quase todos os campos da física conhecidos durante sua vida, incluindo um medidor de refletividade, um galvanômetro tangente e vários tipos de magnetômetros e dinamômetros. A ponte Kohlrausch, que ele inventou naquela época com o propósito de medir a condutividade, ainda é bem conhecida hoje. Como Helmholtze Siemens, Kohlrausch também viu as possibilidades inerentes à pesquisa aplicada e básica nas ciências naturais e tecnologia. Ele lançou as bases para o conhecimento científico que promoveu e avançou a indústria e a tecnologia. O PTR desenvolveu instrumentos de precisão padronizados para institutos de pesquisa universitários e laboratórios industriais. Introduziu unidades elétricas uniformes para a Alemanha e também desempenhou um papel significativo em seu uso internacional. No período até 1905, houve muitos exemplos da importância do PTR para a indústria alemã, em particular para as altas tecnologias da época - as indústrias elétrica, óptica e mecânica.
No geral, Kohlrausch esteve envolvido na medição de fenômenos elétricos, magnéticos e eletroquímicos por quase 50 anos. Em 1905, Kohlrausch aposentou-se do cargo de presidente do PTR.
Friedrich Kohlrausch morreu em Marburg em 17 de janeiro de 1910 aos 69 anos.

### Escritos
Na Universidade de Göttingen, Kohlrausch documentou seus experimentos práticos resultando no livro Leitfaden der praktischen Physik (Diretrizes para a Física Prática), que foi publicado em 1870 como o primeiro livro desse tipo na Alemanha. Continha não apenas descrições de experimentos, arranjos experimentais e técnicas de medição, mas também tabelas de quantidades físicas. Foi publicado em muitas edições (a 9ª edição ampliada e revisada de 1901 sendo intitulada Lehrbuch der praktischen Physik; uma obra mais elementar baseada nele sendo intitulada Kleiner Leitfaden der praktischen Physik) e traduzida para o inglês. Foi considerado o trabalho padrão em métodos e medições de laboratório físico.
Até hoje, o livro Praktische Physik (Física Prática), que se originou no Leitfaden der praktischen Physik de Kohlrausch, é leitura padrão para físicos e engenheiros na Alemanha. Isso é atribuível, acima de tudo, às descrições detalhadas fornecidas dos métodos de medição que formam a base das aplicações técnicas e experimentais em muitos campos da física.
Kohlrausch também foi o autor de Ueber den absoluten Leitungswiderstand des Quecksilbers (Sobre a resistência elétrica do mercúrio, 1888) e de muitos artigos publicados no Annalen der Physik und Chemie e em outras revistas científicas.

## Lista de trabalhos
- Leitfaden der praktischen Physik (em alemão). Leipzig: Benedictus Gotthelf Teubner. 1892
- Leitvermögen der Elektrolyte (em alemão). Leipzig: Benedictus Gotthelf Teubner. 1898